# Anders Hylander
Anders Hylander (Östad, Lerums, Västergötland, 6 de novembre de 1883 – Estocolm, 10 de febrer de 1967) va ser un gimnasta artístic suec que va competir a començaments del segle xx.
El 1912 va prendre part en els Jocs Olímpics d'Estocolm, on va guanyar la medalla d'or en el concurs per equips, sistema suec del programa de gimnàstica.